# Revelations of the Red Sword
Revelations of the Red Sword (с англ. — «Откровения Красного меча») — второй студийный альбом исландской блэк-метал-группы Svartidauði, выпущенный 3 декабря 2018 года на лейбле Ván Records. Альбом получил положительные оценки от критиков.

## Об альбоме
Название альбома было позаимствовано из «Манифеста футуризма» итальянского поэта Филиппо Томмазо Маринетти.
Альбом был записан в студии Emissary в Рейкьявике с продюсером Стивеном Локхартом. На запись альбома ушло 4 дня, бас и барабаны были записаны за одну ночь, гитары — за два дня, а вокал — за две сессии по полдня. Обложку нарисовал Давид Гломба. Revelations of the Red Sword был создан при поддержке Исландского центра исследований Rannís.
15 октября 2018 года был выпущен первый сингл «Burning Worlds of Excrement». Второй сингл, «Wolves of a Red Sun», вышел 2 ноября 2018 года.

## Отзывы критиков
| Оценки критиков | Оценки критиков |
| Источник        | Оценка          |
| --------------- | --------------- |
| metal.de        | [ 5 ]           |
| Metal Storm     | без оценки      |
| Rock Hard       | [ 7 ]           |

Альбом получил положительные оценки от критиков. Александер Сантель из metal.de оценил альбом в 8 баллов из 10 и написал, что Svartidauði «создают нечто необъяснимое и завораживающее». Рецензент Metal Storm оценку альбому не поставил, но отметил, что в песнях появилось больше мелодичности без ущерба для «мерзкого и диссонансного хаоса», а также написал, что «Svartidauði скорее пытаются исследовать новые земли и развивать своё звучание, чем воссоздать момент своей наивысшей славы, с чем-то менее эзотеричным и более мелодичным, но все ещё чрезвычайно хаотичным и динамичным». Редактор журнала Rock Hard Мэнди Мелон оценила альбом в 9 баллов из 10. По её словам, «такие песни, как „The Howling Cynocephali“, вызывают мурашки по коже с первой же секунды, потому что музыка настолько динамична, что гитары, как вихрь, проносятся по самым тёмным сферам и уносят вас в миры, которые находятся между холодным концом времён и меланхоличной красотой», а «другие треки, такие как „Reveries Of Conflagration“, после шаманского звучания и тягучей мелодичной паузы к концу переходят в раздирающее крещендо, которое оставляет опьяняющий эффект».

## Список композиций
| №                   | Название                      | Длительность |
| ------------------- | ----------------------------- | ------------ |
| 1.                  | «Sol Ascending»               | 7:07         |
| 2.                  | «Burning Worlds of Excrement» | 5:26         |
| 3.                  | «The Howling Cynocephali»     | 7:44         |
| 4.                  | «Wolves of a Red Sun»         | 5:36         |
| 5.                  | «Reveries of Conflagration»   | 9:50         |
| 6.                  | «Aureum Lux»                  | 11:49        |
| Общая длительность: | Общая длительность:           | 47:32        |

## Участники записи
| Svartidauði - Магнус Скуласон — ударные - Тоурир Гардарссон — гитары - Стурла Видар Якобссон — бас, вокал | Приглашённые музыканты - Эдда Гвюдмундсдоуттир — хор - Стивен Локхарт — хор Производственный персонал - Стивен Локхарт — продюсирование, запись, сведение, мастеринг - Давид Гломба — обложка |